# Брежу-Параїбану (мікрорегіон)
Брежу-Параїбану (порт. Microrregião do Brejo Paraibano) — мікрорегіон в Бразилії. Входить в штат Параїба. Складова частина мезорегіону Сільськогосподарський район штату Параїба. Населення становить 116488 чоловік (на 2010 рік). Площа — 1160,319 км². Густота населення — 100,39 чол./км².

## Склад мікрорегіону
До складу мікрорегіону включені наступні муніципалітети:
1. Алагоа-Гранді
2. Алагоа-Нова
3. Арея
4. Бананейрас
5. Борборема
6. Матіньяс
7. Пілойнс
8. Серрарія

| Бразилія | Це незавершена стаття з географії Бразилії. Ви можете допомогти проєкту, виправивши або дописавши її. |